# جین هولیک
جین هَولیک (انگلیسی: Gene Havlick؛ ۱۶ مارس ۱۸۹۴ – ۱۱ مهٔ ۱۹۵۹) تدوین‌گر آمریکایی بود.

## جوایز و افتخارات
او سه بار نامزد جایزه اسکار شد که برنده یک جایزه شد.
- جایزه اسکار بهترین تدوین فیلم بخاطر فیلم افق گمشده (۱۹۳۷)
- نامزد جایزه اسکار بهترین تدوین فیلم بخاطر فیلم نمی‌توانی این را با خودت ببری (۱۹۳۸)
- نامزد جایزه اسکار بهترین تدوین فیلم بخاطر فیلم آقای اسمیت به واشنگتن می‌رود (۱۹۳۹)

## بخشی از فیلم‌شناسی
- یک عاشقانه سلطنتی (۱۹۳۰)
- خانمی برای یک روز (۱۹۳۳)
- در یک شب اتفاق افتاد (۱۹۳۴)
- توئنتی‌اث سنچری (۱۹۳۴)
- آقای دیدز به شهر می‌رود (۱۹۳۶)
- افق گمشده (۱۹۳۷)
- نمی‌توانی این را با خودت ببری (۱۹۳۸)
- بلاندی (فیلم ۱۹۳۸) (۱۹۳۸)
- آقای اسمیت به واشینگتن می‌رود (۱۹۳۹)
- منشی همه‌کاره او (۱۹۴۰)
- او همه جواب‌ها را می‌دانست (۱۹۴۱)
- ازجان‌گذشتگان (فیلم ۱۹۴۳) (۱۹۴۳)
- ناوشکن (فیلم ۱۹۴۳) (۱۹۴۳)
- روزی روزگاری (فیلم ۱۹۴۴) (۱۹۴۴)
- ناوبری کور (فیلم) (۱۹۴۷)
- سانتا فه (فیلم) (۱۹۵۱)
- سواره‌نظام هفتم (فیلم) (۱۹۵۶)